# Adrien-André Sanfourche
Adrien André Sanfourche (1888-1956) fou enginyer químic, doctor en ciències físiques i assessor científic de la Compagnie de Saint-Gobain el 1947.